# H19
H19は、ヒトなどに存在する長鎖ノンコーディングRNAの遺伝子である。H19は体重と細胞増殖を負に調節する役割を持つ。また、この遺伝子は一部のがんの形成や遺伝子発現の調節に関与している。
H19遺伝子は一方の親に由来するアレルのみが発現しており、この現象はインプリンティングとして知られる。H19は母親から受け継がれたアレルのみが転写され、父親由来のアレルは発現しない。H19遺伝子は、ラットでは成体の筋細胞でのみ発現するため、当初はASM（Adult Skeletal Muscle）と命名されていた。H19は、その発現の異常がベックウィズ・ヴィーデマン症候群と関係しているためBWS（Beckwith-Wiedemann Syndrome）とも呼ばれるほか、シルバー・ラッセル症候群とも関係している。精子でのH19のエピジェネティックなダウンレギュレーションは、男性不妊との関係が観察されている。

## 遺伝子の特徴づけ
H19遺伝子には3つのSp1結合部位が存在するが、これらは欠失アッセイで転写活性を示さない配列に位置している。そのため、H19遺伝子の転写の調節に大きな寄与はしていないと考えられている。H19遺伝子にはC/EBPファミリーの転写因子の結合部位も含まれている。C/EBP転写因子結合部位の1つにはCpG部位も含まれている。このCpG部位のin vitroでのメチル化は、H19遺伝子の転写を強力に阻害する。
ヒトの絨毛がん由来細胞株では、H19の転写は5'側の上流領域と3'側の下流領域の双方から同時に制御されていることが判明している。このようなH19の同時かつ双方向的な調節には、AP2転写因子ファミリーのメンバーが関与している可能性が示唆されている。
H19遺伝子の転写は、E2F1転写因子の存在によっても活性化されることが示されている。

## RNA産物
H19遺伝子は2.3 kbのRNA産物をコードする。RNAポリメラーゼIIによって転写され、スプライシングとポリアデニル化を受けるが、翻訳は行われないようである。
多くの研究によって、H19遺伝子の最終産物はRNA鎖であることが結論付けられた。その理由は以下のとおりである。
- H19のRNA産物はヒトと齧歯類の間でヌクレオチドレベルで進化的に保存されている[15]。
- 既知のオープンリーディングフレームが存在せず、3つのリーディングフレーム全てに終止コドンが存在する[15]
- RNA配列は進化的に高度に保存されているが、アミノ酸レベルでは保存性がみられない[15]。
- H19のRNAには、16個のヘリックスやヘアピンループなど多くの保存された二次構造が存在する可能性が示されている[16]。
- H19 RNAは細胞質のリボヌクレオタンパク質粒子に局在し、リボレギュレーター（英語版）として機能する可能性が示唆されている[17]。

H19の機能喪失実験や過剰発現実験からは2つのことが明らかになっている。
1. マウスではH19の喪失は致死的ではない[18]。
2. H19の過剰発現は優性致死となる[14]。

H19の機能を喪失したマウスでは、BWSの新生児と類似した過成長の表現型がみられる。このことからは、H19 RNAの発現の唯一の機能はIGF2（インスリン様成長因子2）の発現の調節であると示唆されている。IGF2の過剰発現は過成長を引き起こし、また一般的に、IGF2はH19が存在しないときに発現する。H19を過剰発現するマウス胚は胎生14日から出生までの間で致死となる傾向がある。マウス胚でのH19の過剰発現が致死となる理由として、2つの可能性が示唆されている。
1. H19が通常発現している組織（肝臓や腸）での過剰発現が致死的影響を引き起こす。
  - このことは胎児ではH19の遺伝子量が厳密に制御されていることを示唆する
2. H19が通常発現していない組織（脳など）での過剰発現が致死的影響を引き起こす。

## 発現の時期
妊娠6–8週の段階ではH19の双方のアレル（父親由来と母親由来の双方）が発現しており、妊娠10週から妊娠満期まではH19は母親由来の染色体からのみ発現する。H19の発現は内胚葉と中胚葉の組織でみられる。胚発生の過程でH19が双アレルの発現から単一アレルの発現へと調節されることは、その調節が胚や胚外組織の成長に必須であることを示唆している。出生直後には、骨格筋を除くすべての組織でH19の発現はダウンレギュレーションされる。骨格筋細胞におけるH19 RNAの蓄積は、筋細胞の分化の過程でRNAが安定化されるためであると示唆されている。
女性では、H19は出生後も思春期と妊娠期に乳腺で、そして妊娠期に子宮で発現する。
また、H19は出生後も肝臓、特に二倍体の肝細胞で大量の発現が継続されていることが示唆されている。

## エピジェネティクス
ゲノムインプリンティングは、妊娠期間における母親由来の遺伝子と父親由来の遺伝子の利害の対立によって生じたものであると推測されている。妊娠中、父親は母親が胎児の成長（利益）のためにできるだけ多くの資源を投入することを望む。一方母親は、現在身ごもっている胎児の健康を損なうことなく、将来の出産に向けてできるだけ資源を節約したいと考える。
H19の2つのコピーにはメチル化パターンの異なる領域が存在し、この領域はインプリンティング制御領域（imprinting control region）でもある。インプリンティング制御領域は、どちらの親から受け継がれたかによってCpG配列のメチル化パターンが異なる。通常、父親由来のコピーはメチル化されサイレンシングされているが、母親由来のコピーは低メチル化または非メチル化状態であり発現が行われている。H19プロモーターのメチル化は、H19の発現と負の相関関係にある。
プロモーターのメチル化が100%に達すると、そのプロモーターからのH19の発現は0となる。H19の発現が低下すると同時に、11番染色体上で隣接する遺伝子IGF2の発現は増加する。
脱メチル化試薬AzaDで処理された細胞は、AzaDが存在しない培地の細胞よりも生育が大幅に低下する。またAzaDの存在下では、H19の発現は増加するとともに、IGF2の発現は低下する。IGF2の発現の低下は、AzaD処理細胞の生育の遅さの原因である可能性がある。同様にマウス膀胱癌細胞株では、ヒトH19のDNAコンストラクトのトランスフェクションによってH19は高発現するが、H19プロモーターのメチル化によってH19の発現は低下する。出生後にはサイレンシング状態となる父親由来のH19のアレルは、妊娠期間とともにプロモーターのCpGのメチル化が増大していく。H19遺伝子はメチル化によってエピジェネティックに制御されており、一方のアレル上やその近傍でのメチル化によってそのアレルからの発現が妨げられると結論づけることができる。また、H19のインプリンティングは胎盤の発生初期に行われていると考えられる。
さらに、不妊男性の精液試料中では、インプリンティングを受けたH19遺伝子でのメチル化の喪失がメチレンテトラヒドロ葉酸還元酵素（MTHFR）遺伝子のプロモーターの高メチル化と関係していることが観察されている。MTHFR遺伝子プロモーターが高メチル化状態となるともに、H19のCTCF結合部位6（CTCF-binding site 6）と呼ばれる領域が低メチル化状態となる。

## 複製
インプリンティングを受けている遺伝子に共通する特徴は、有糸分裂のDNA合成期（S期）における複製が同期していないということである。同じ遺伝子の2つのアレルは、どちらの親に由来するかによって複製のタイミングが異なる。ヒトの染色体の11p15では、父親由来のメチル化されたH19アレルはS期の初期に複製されるが、母親由来の低メチル化アレルは遅れて複製される。遅れて複製される母親由来のH19アレルにはCTCFが結合しており、このCTCFがH19の複製の時期を決定していることが明らかにされている。

## がん遺伝子として
H19ががん遺伝子である証拠としては次のようなものがある。
- H19の過剰発現は食道がんや大腸がんの発生に重要なようである[27]。
- H19を発現している細胞は、軟寒天培地上での足場非依存性増殖アッセイでより大きなコロニーを形成する[28]。
- 乳がんや肺がんの細胞において、H19のダウンレギュレーションはコロニー形成能と足場非依存性増殖を低下させる[29]。
- マウスでH19の皮下注入は腫瘍の進行を促進する[28]。
- マウスへ膀胱がん細胞を注入することで形成された腫瘍はH19を発現する。注入前の膀胱がん細胞はH19を発現していなかった[30]。
- In vivoでのH19の異所性発現は、がん細胞の腫瘍形成能を増大させる[31]。
- 遺伝子の転写の調節因子として機能するがん遺伝子c-Mycは、H19の発現を誘導する[29]。
- 低酸素ストレス下でのH19のノックダウンは、p57の誘導を減少させる[31]。
- 腫瘍化した間葉系幹細胞は、腫瘍化していない間葉系幹細胞に比べて高レベルのH19を発現している。腫瘍化した細胞でH19をノックダウンすると、腫瘍形成能が著しく低下する[23]。

H19ががん遺伝子であることを支持しない証拠としては次のようなものがある。
- 乳がん細胞へトランスフェクションされたH19 RNAの量は、細胞増殖、細胞周期のタイミング、足場依存性増殖に影響を与えない[28]。

### 癌胎児性RNA遺伝子として
癌胎児性遺伝子（oncofetal gene）は、ある組織で胎児期に発現しているが出生後にダウンレギュレーションされ、成体の腫瘍で再び発現する遺伝子を指す。H19は発がん性を持つ一方、次のような性質から癌胎児性RNA遺伝子として最もよく定義される。
- H19遺伝子の最終産物はRNAである[32]。
- H19は出生前に高度に発現し、出生後にダウンレギュレーションされる[19]。
- 出生後は、H19はがん細胞で高いレベルで発現している[14]

## がんにおける役割
H19の発現の変化は、副腎皮質腫瘍、絨毛がん、肝細胞がん、膀胱がん、漿液性上皮性卵巣がん、頭頸部がん、子宮体がん、乳がん、成人T細胞白血病/リンパ腫、腎芽腫、精巣胚細胞腫瘍、食道がん、肺がんでみられる。

### ゲノム不安定性
細胞のDNAの完全性は、がんでは損なわれていることが多い。ゲノム不安定性は、DNA/染色体の余剰コピーの蓄積、染色体転座、染色体逆位、染色体の欠失、DNAの一本鎖切断や二本鎖切断、DNA二重らせんへの外来物質のインターカレーションやその他、DNAの喪失や遺伝子の誤った発現を引き起こすDNAの三次構造の異常な変化を指す。H19の発現は細胞の倍数性と密接に関係しているようである。二倍体の肝細胞は高いレベルでH19を発現するが、多倍体細胞はH19を発現しない。また、二倍体の間葉系幹細胞は、多倍体の幹細胞と比較して高いレベルでH19を発現する。H19のノックダウンは間葉系幹細胞の多倍体化の増加をもたらし、誘導された多倍体ではH19の発現が低下することから、H19の発現と細胞内のDNA量との直接的な関係が示されている。

### 副腎皮質腫瘍
他の大部分のがんとは対照的に、副腎皮質腫瘍ではH19の発現は低下しているようである。このダウンレギュレーションの原因を明らかにするため、正常な副腎と過形成、腺腫、癌腫の副腎でH19プロモーターの12個所のCpG部位のメチル化の調査が行われ、癌腫の副腎では正常な副腎や過形成、腺腫の副腎よりも多くのメチル化がなされていることが明らかにされた。正常な副腎と過形成副腎ではH19の発現は正常であるが、癌腫そして腺腫の副腎でもより低いH19の発現とIGF2の発現の上昇がみられた。
H19のRNAがダウンレギュレーションされているときにIGF2のRNAが存在することは、IGF2の発現がH19の発現の不在と密接に共役し、依存していることのさらなる証拠となっている。同様に、副腎がんにおけるH19の喪失はH19の腫瘍抑制活性を示している可能性があり、H19の喪失とその後のIGF2の増加が副腎がんの誘導に関与している可能性が示唆されている。H19の発現を抑制する上で他の部位よりも重要なCpGメチル化部位というものは存在しなかったものの、副腎がんでのCpGメチル化の増加は、正常な副腎、過形成、腺腫の副腎でのメチル化のパターンに従っていることが発見された。正常な副腎、過形成、腺腫、癌腫の副腎において、H19のCpGの平均メチル化率はsite 9、10と呼ばれる部位で最も高く、site 7と呼ばれる部位で最も低かった。転写開始点部位よりも下流に位置するのsite 13、14ではCpGの平均メチル化率に正常な副腎、過形成、腺腫、癌腫の副腎の間で有意な差はみられなかった。他に興味深い点は、正常な副腎と過形成の副腎の間で、site 11のCpGメチル化に有意な差がみられることである。過形成と腺腫の副腎におけるsite 11のCpGの平均メチル化率は正常な副腎や癌腫の副腎とは大きく異なっており、site 11が最初にメチル化されるCpGであり、それが最終的にH19プロモーターの広範なメチル化につながると示唆されている。

### 絨毛がん
絨毛がんでは、副腎がんとは対照的に、H19の発現はアップレギュレーションされ、IGF2の発現はダウンレギュレーションされている。しかし、H19のアップレギュレーションはメチル化されたアレルからのものである。ヒトの患者から外科的に除去された絨毛がんでも、H19プロモーターの高度のメチル化とH19の発現の亢進がみられる。このことから、絨毛がんではH19プロモーターに変異が生じ、プロモーターのCpGメチル化による転写抑制を克服できるようになっていることが示唆される。

### 肝細胞がん
肝細胞がんでは通常、H19とIGF2は双方のアレルから発現するように変化している。In vitroでの研究では、肝細胞がん細胞株を低酸素条件で培養することでH19の発現がアップレギュレーションされることが示されている。H19プロモーターのインプリンティングは一部の細胞株で失われているものの、他の細胞株では失われていないため、インプリンティングの喪失が肝細胞がんの特徴となるかどうかは明らかではない。

### 膀胱がん
膀胱粘膜は出生前にH19 RNAが高度に発現している組織の1つである。膀胱がんではH19がアップレギュレーションされており、ほとんどのステージでH19 RNAが存在する。H19 RNAの存在は、急速に浸潤性へ進行する傾向のある上皮内癌や浸潤性の移行上皮癌で最も高かった。
膀胱癌試料では、H19遺伝子座のインプリンティングの喪失が観察されている。H19遺伝子のさまざまな多型の研究により、rs2839698 TCなどのいくつかのヘテロ接合型のSNPが筋層非浸潤性膀胱がんおよび膀胱がん全体の発症リスクの低下と関連していることが発見されたが、この関連性はホモ接合型（CC）ではみられなかった。

### 子宮体/卵巣がん
正常な子宮内膜組織ではH19は発現していないが、子宮体がんではH19が発現している。子宮内膜の上皮細胞でのH19 RNAの発現レベルは、子宮体がんでの組織分化の喪失とともに増加する。
卵巣がんでは、低悪性度腫瘍の75％、浸潤性卵巣癌の65％がH19 RNA陽性である。

### 乳がん
正常な乳房組織は、思春期と妊娠中の乳腺を除いて、H19 RNAを発現していない。
しかし乳がんでは、乳腺がんの72.5％で正常な乳房組織と比較してH19の発現の上昇がみられた。H19のアップレギュレーションがみられた組織のうち、92.2%は間質細胞であり、上皮細胞はわずか2.9%であった。また、他の研究でも乳がん細胞でのH19の過剰発現が増殖を促進することが示されている。これらの細胞でのH19の発現は、がん抑制タンパク質p53や細胞周期マーカーKi-67に依存していない。がん抑制タンパク質Rbと転写因子E2F6の存在は、乳がん細胞でのH19の発現の抑制に十分である。
乳腺がん細胞株MCF-7はH19遺伝子を発現しないが、MCF-7由来の多剤耐性系統MCF-7/AdrVpではH19がアップレギュレーションされている。興味深いことに、多剤耐性を失い薬剤感受性となったMCF-7/AdrVpの復帰変異細胞はH19の発現も喪失している。薬剤耐性MCF-7/AdrVp細胞では、多剤耐性細胞で一般的にみられる細胞膜排出ポンプであるP糖タンパク質の過剰発現はみられず、その代わりに95 kDaの膜糖タンパク質p95（NCA-90）の過剰発現がみられる。p95（NCA-90）は癌胎児性抗原と関係しており、薬剤の毒性を低下させることが示されている。
多剤耐性を示すヒト肺癌細胞株NCI-H1688も、p95（NCA-90）とH19を過剰発現している。他の多剤耐性細胞株では、p95（NCA-90）とH19の共過剰発現は見つかっていない。

### 喉頭がん
再発性の喉頭扁平上皮癌では、非再発性のものと比較してH19が過剰発現している。このがんの予後分類法の開発を目的としたパイロット研究では、H19は再発の最も強い予測因子であった。H19は、後に局所的にまたは他の部位で再発したがんで過剰発現していた。H19の発現とIGF2の発現に相関はみられず、H19の過剰発現はH19とIGF2を含む遺伝子座のインプリンティングの喪失の単純な結果ではないと考えられる。

### 腎芽腫
腎芽腫は小児期に最も一般的に発生する腎臓のがんであり、H19との関係が報告されている。

## シグナル伝達経路への関与
細胞内でのH19 RNAの正確な役割は現在明らかにされていない。さまざまな物質や環境によってH19の転写が活性化され、H19 RNAは細胞周期にさまざまな影響を与えることが知られているが、H19 RNAがどのようにしてこのような影響を与えているのか正確な機構は不明である。

### 上流のエフェクター
H19の過剰発現とステロイド受容体の存在に相関関係がみられることが示されている。
主要なエストロゲンである17-β-エストラジオールとコルチコステロンは子宮でのH19の転写を個別に促進するが、プロゲステロンの存在下ではこの影響が阻害されることが示されている。タモキシフェンはエストロゲンと競合的にエストロゲン受容体に結合し、乳がんの化学療法に多く利用される。MCF-17細胞では、17-β-エストラジオール単独ではH19の転写が促進されるが、タモキシフェンの添加によって阻害されることから、H19の転写にホルモンが関与している可能性が示されている。

### 下流への影響
H19を発現しない膀胱がん細胞株T24PをCMVプロモーターの制御下でH19を発現するDNAコンストラクトでトランスフェクションすると、元のT24P細胞やH19アンチセンスDNAコンストラクトをトランスフェクションしたT24P細胞と比較して多くの変化が生じる。これら3つの細胞株は10% FCS（正常条件）での増殖に差はみられないが、0.1% FCS（飢餓血清）で生育を行うと、H19をトランスフェクションした細胞では生育速度が維持されるのに対し、他の2つの細胞株では増殖速度が約50%低下する。
3つの細胞株で0.1% FCS培地中でのp57の誘導を測定したところ、コントロールとアンチセンスH19トランスフェクション細胞ではp57が大きくアップレギュレーションされるのに対し、H19トランスフェクション細胞では10% FCSと比較して0.1% FCSにおけるp57の大きなダウンレギュレーションがみられる。さらに、細胞周期のS期の進行に必要なPCNAの発現は3つの細胞株全てで大きくダウンレギュレーションされているが、コントロールとアンチセンスH19トランスフェクション細胞では約80–90%低下しているのに対し、H19トランスフェクション細胞ではわずかに30％であった。
H19トランスフェクション細胞とアンチセンスH19トランスフェクション細胞で発現している遺伝子の違いを調べたところ、以下がアップレギュレーションされていた。uPar、c-src、TYK2、c-jun、JNK1、JAK1、TNF-α、インターロイキン-6、HB-EGF、ICAM-1、NF-κB、エフリンA4、エズリンなどである。また、アンギオゲニンやFGF18がH19 RNAの転写標的である可能性も示唆されている。H19 RNAによってアップレギュレーションされる遺伝子が関与する機能やシグナル伝達経路を明らかにした結果からは、H19 RNAが腫瘍形成において組織の浸潤、遊走、血管新生に重要な役割を果たしていることが示唆されている。
また、H19の過剰発現はチオレドキシンを転写後段階で正に調節していることも発見されている。チオレドキシンは細胞内の代謝と関係した酸化還元反応に不可欠なタンパク質であり、H19 RNAを過剰発現しているがん組織ではしばしば高レベルで検出される。

## IGF2
H19の発現とIGF2の発現は密接に関連しており、両者は胎児の発生時には同じ組織で発現しているが、異なるアレルから発現している。こうした発現の共役はインプリンティングの喪失やプロモーターの変異によって失われる。
父親由来のアレルのH19プロモーターの高メチル化は、IGF2の父親由来のアレルからの発現に重要な役割を果たす。DNMT欠損マウスでは、父親由来のアレルのH19プロモーターのメチル化と抑制が行われないため、父親由来のIGF2のアレルもサイレンシングされている。このH19とIGF2の発現の緊密な共役は、同一の3'遺伝子エンハンサーを共有しているためである可能性がある。この3'エンハンサーを欠失すると、腸、肝臓、腎臓で H19とIGF2のRNAの発現は低下するが、これらの遺伝子のメチル化状態は影響を受けない。IGF2ではなくH19が3'エンハンサーによって優先的に活性化される理由としては、H19がIGF2よりも強いプロモーターを持っていることや、H19遺伝子がIGF2遺伝子よりも3'エンハンサーに物理的に近いことなどが考えられる。
母親由来のH19遺伝子と父親由来のIGF2遺伝子が欠失したマウスでは、出生体重や出生後の成長に野生型との差はみられない。しかし、母親由来のH19遺伝子のみを欠失したマウスは体細胞の過成長を示し、父親由来のIGF2遺伝子のみを欠失したマウスでは体細胞の成長不全がみられる。このことは、H19の喪失は致死的ではないこと、H19の発現がIGF2の抑制を支配していること、母親由来H19遺伝子欠失マウスで観察される過成長の原因はIGF2の過剰発現であることを示している。

## がん治療
細胞内でのH19 RNAの機能は明らかではないが、多くのタイプのがん細胞にH19 RNAが存在することは、初期診断、がんの再発、悪性度のマーカーとしての可能性を示唆している。

### 遺伝子治療
がん細胞ではH19プロモーターが活性化されている（そして正常組織ではサイレンシングされている）ことから、H19プロモーターを遺伝子治療に用いて、腫瘍細胞で細胞障害性遺伝子を発現させることが提案されている。現在、H19プロモーターを用いて細胞障害性遺伝子を発現させる遺伝子治療の試験がマウスで行われている。

### 創薬
H19遺伝子調節配列を含み、ジフテリア毒素のA鎖（DT-A）を発現させるプラスミドは、表在性膀胱がん、卵巣がん、膵がんの治療としての臨床試験が行われている。 BC-819（DTA-H19）と命名されたこのプラスミドは分裂を行うすべての細胞に進入するが、腫瘍細胞にのみ存在するH19転写因子によってDT-Aの発現が引き起こされるため、正常な細胞に影響を与えることなく腫瘍を破壊するという、標的治療となっている。表在性膀胱がんの治療薬としてのBC-819の二施設での用量漸増第I/IIa相臨床試験では、プラスミドと関連した重篤な有害事象は検出されず、治療用量やレジメンがまだ最適化されていない患者を含め、70％以上の患者で腫瘍縮小効果が観察された。
これまでに、BC-819は表在性膀胱がん、卵巣がん、転移性肝がんの治療を目的としたコンパッショネート・ユース試験が行われている。根治的膀胱切除の候補となっていた膀胱がん患者に対する2004年の治療では、がんの再発や副作用もなかったことが報告されている。卵巣がんの患者では、血液中の卵巣がんマーカータンパク質CA-125の量が50％減少し、腹水中のがん細胞の数も大幅に減少した。転移性肝がんの患者では、BC-819の腫瘍への直接注入による治療が行われ、かなりの腫瘍壊死がみられた。

### ゲノム薬理学
ほとんどのがんのタイプでH19の発現プロファイルが知られているが、薬物治療に対するがん細胞の応答に対してH19 RNAが及ぼす影響はまだ明らかではない。しかし近年の研究では、H19 RNAが大量に存在する場合、がん細胞ではチオレドキシンとp95（NCA-90）が発現することが発見されている。この知見は、より個別化されたがん治療計画につながる。例えば、H19を過剰発現したがん細胞におけるp95の発現は薬剤の毒性に対する高い抵抗性を示している可能性があり、H19（およびp95）の発現量が多いがん患者に対する治療は化学療法ではなく放射線療法や免疫療法を中心に行った方が有効である可能性がある。